# Bocskai István szülőháza

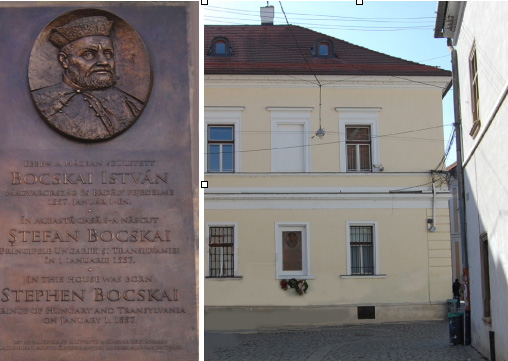
A Bocskai-ház az emléktáblával

Bocskai István szülőháza Kolozsvár belvárosában, a Mátyás király utcában található műemlék épület. Ismert Szarvas-ház illetve Eppel-ház néven is. A romániai műemlékek  jegyzékében a CJ-II-m-B-07392 sorszámon szerepel.

## Története
A 2001-ben befejezett helyreállítás során tárták fel, hogy a többször átépített épület eredetileg két gótikus stílusú ház volt, mindkettőnek az építését az új városfal befejezése (1517) utáni időszakra teszik. A házak egyikében született 1557. január 1-jén Bocskai István erdélyi fejedelem, emléktáblája a kapun belül, a bal oldalon található. A címeres emléktáblát 1606. október 25-én, röviddel a fejedelem halála előtt a városi tanács helyeztette el, mellette egy másik táblán a humanista Bocatius János verse áll. A harmadik táblán álló versben Juno, Minerva és Venus követeli fiának Bocskait. A kapualj jobb oldalán korábban Bocskai fejedelmi címere állt, ezt utóbb áthelyezték az egyik terembe.
Az egyik ház Heltai Gáspár tulajdona volt, a szájhagyomány szerint itt működött nyomdája is, de ennek nincs történelmi alapja. Halála után a házat ifj. Heltai Gáspár örökölte, utána Heltai lánya, Eppel János unitárius lelkipásztor felesége lett a tulajdonos. A következő örökösök Lang Tamásné Heltai Anna (ifj. Heltai Gáspár lánya), majd Margit, Ravius János városi tanácsos felesége voltak. A másik ház tulajdonosa egy Roth nevű polgár volt. A 18. század végén gróf Teleki József főkormányszéki tanácsos az eredetileg két középkori ház helyére építtette a ma Bocskai-ház néven ismert épületet. 1843-ban gróf Bethlen Gábor emeletet építtetett a házra.
1870–1898 között a postahivatal működött itt. 1950 novemberétől egy ideig ebben az épületben kapott helyet a Gheorghe Dima Zenekonzervatórium. Az idők folyamán működött benne tanártovábbképző intézet, tankönyvkiadó, statisztikai hivatal, majd 1994-ben egy bank vette meg az épületet. 2001-ben a Sapientia Egyetem vásárolta meg, majd a szükséges felújítások elvégzése után ide került az egyetem rektori hivatala, amelyet 2003. június 6-án avattak fel.
2011. április 19-én, a fejedelem tiszteletére,  háromnyelvű emléktáblát helyeztek az épület északi oldalára, szemben a Mátyás király szülőházával.

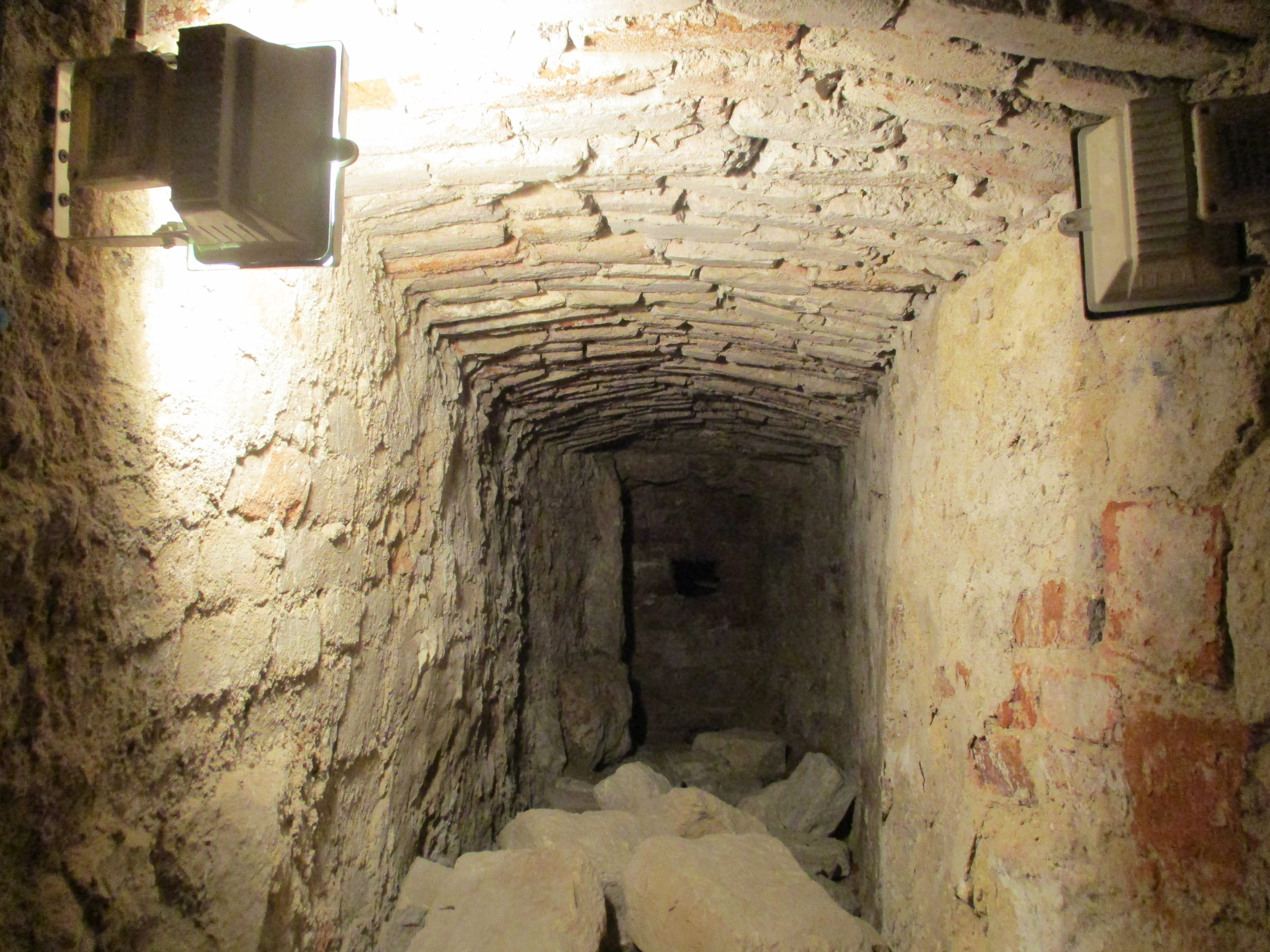
Az alagsorban lévő középkori zárófal töredéke
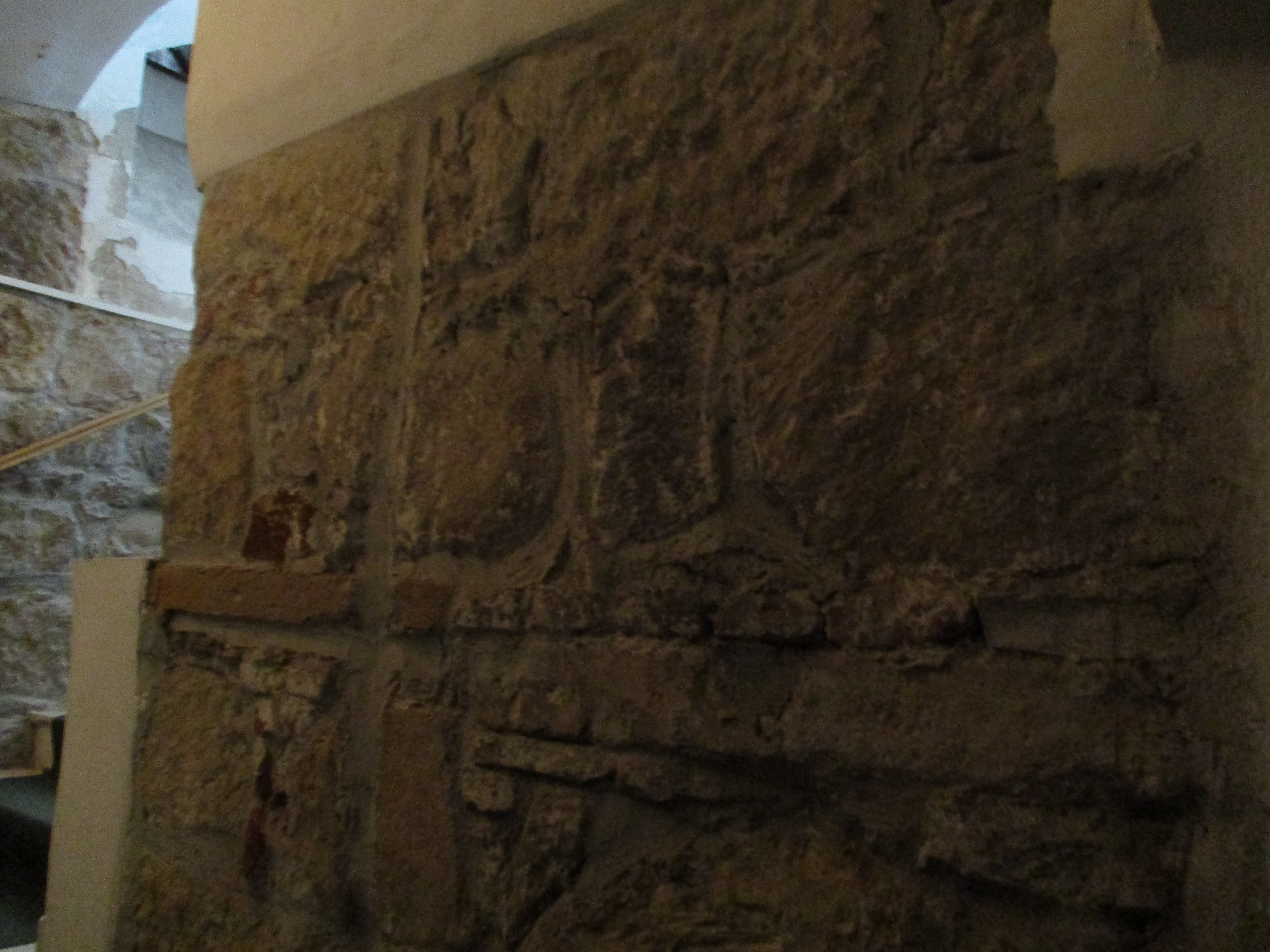
Az alagsorban lévő középkori zárófal töredéke